# Brum (TV-program)
Brum är ett barnprogram i TV om en veteranbil vid namn Brum som gillar att hjälpa folk, och som produceras av det amerikanska-brittiska företaget Ragdoll Productions, HiT Entertainment, BBC Television och Discovery Kids mellan 1991 och 2002. Titelkaraktären är en drygt meterlång leksaksbil som bor på ett museum. Varje dag, då museets ägare inte ser det, smiter Brum iväg till staden Storköping ("The Big Town" i original) där han fångar bovar och hjälper folk i knipa. Avsnitten slutar med att Brum kör hem till museet igen och backar in på sin plats.
Varken bilen Brum eller någon av karaktärerna i serien talar, enbart berättarröst finns, vilket gör det lätt att "dubba" programmet till andra språkutgåvor, som till exempel svenska. Serien har dubbats till över 20 olika språk.
I Sverige visades Brum i Bolibompa mellan 1997 och 2008.
Museet i serien är Cotswold Motoring Museum i Bourton-on-The-Water, Gloucestershire, England. Brum-bilen är permanent utställd där, när den inte används för TV-inspelningar eller olika publika framträdanden.
Serien kan ha inspirerat till den svenska serien Lisa Loop som hade precis samma handling som Brum, förutom att titelkaraktären var ett litet flygplan.
Under 2005 skapade Walt Charles, en arbetslös tecknare, i USA, Florida en tecknad serie av Brum med tillåtelse från TV-bolaget.
Ett bokförlag som endast var känt lokalt vid namn "Bookworld" sålde Walts idé och ett tag senare dök tidningen upp i en serieshop i området.
Dock blev tidningen aldrig någon succé, och tidningen publicerades bara i 50 exemplar och 2 utgåvor.